# スティール・マグノリア
スティール・マグノリア (Steel Magnolia ) はアメリカ合衆国のカントリー・ミュージック・デュオ。オーディション番組『Can You Duet 』第2シーズンで優勝。ミーガン・リンジーとその婚約者のジョシュア・スコット・ジョーンズで構成された。番組で優勝後、ビッグ・マシン・レコードと契約。2009年8月にデビュー・シングル『Keep On Lovin' You 』を発表し、『ビルボード』誌のカントリー・チャートでトップ10にランクインした。

## 経歴
ルイジアナ州ポンチャトゥラ生まれのミーガン・リンジーは23歳の頃、3年間交際してきたジョシュア・スコット・ジョーンズとスティール・マグノリアを結成。『Can You Duet 』の出演前リンジーはテネシー州ナッシュビルのカラオケ・バー、ルーニーズ・ウェスタン・ルームでカラオケの司会をしており、ここでジョーンズと知り合った。
2011年9月29日、ジョシュア・スコット・ジョーンズは薬物中毒更生施設に入所したことを発表。ジョーンズ不在中、音楽仲間でツアー公演に参加したことのあるジェイムス・オットーが音楽性の面で類似しているため、スティール・マグノリアに参加しデュエットとしてツアー公演を続けることができた。ジョーンズが更生施設から出所した後、リンジーとジョーンズは婚約を解消したが、スティール・マグノリアとしての活動は続けていくこととした。リンジーは現在ミュージシャンでプロデューサーのタイラー・ケインと交際中である。

## 音楽活動

### 2009年～2010年、『Steel Magnolia — EP』
『Can You Duet 』第2シーズンで優勝した直後、デビュー・シングル『Keep On Lovin' You 』を発表。『ビルボード』のカントリー・チャートで初登場58位となり、後に第5位まで上昇した。2009年1月、『Can You Duet 』第1シーズン優勝者ジョーイ+ロリーのデビュー・シングル『Cheater, Cheater 』が『ビルボード』誌のカントリー・チャートで第30位となったのを抜いて、2009年11月、『Can You Duet 』出場者最高順位となった。この曲は2010年2月23日に発売されたコンパクト盤『Steel Magnolia — EP 』に収録されている。またこの曲は映画『バレンタインデー』のサウンドトラック『Valentine's Day 』にも収録されている。
2009年10月、『グランド・オール・オープリー』に初出演し、『Keep On Lovin' You 』の他にハンク・ウィリアムズの『I'm So Lonesome I Could Cry 』を演奏した。
2010年、アカデミー・オブ・カントリーミュージック主催のACMアワードの最優秀新人ヴォーカル・デュオ賞にボムシェル、ジョーイ+ロリーと共にノミネートされた。

### 2010年～、『Steel Magnolia』
2010年9月21日にデビュー・アルバムが発売される予定だったが、延期され2011年1月11日に『Steel Magnolia 』が発売された。Billboard 200で第7位、『ビルボード』誌のカントリー・アルバム・チャートで第3位となった。アメリカ国内で第1週目に約28,000枚を売り上げた。
このアルバムにはデビュー・シングルの他、2枚目のシングル『Just By Being You (Halo and Wings) 』も収録されている。この曲は2010年7月にカントリー・ラジオで最初に発表され、カントリー・チャートで30位以内にランクインした。2010年12月6日、このアルバムからの3枚目のシングル『Last Night Again 』がカントリー・ラジオで発表され、カントリー・チャートで最高第24位となった。2011年8月22日、4枚目のシングル『Bulletproof 』が発売された。
2011年9月、ジョーンズが更生施設に入所し、リーバ・マッキンタイアのツアー・コンサートにはジェイムス・オットーが参加しスティール・マグノリアとして同行した。2012年1月、スティール・マグノリア解散の噂の渦中、ビッグ・マシンから離脱。2012年6月、新アルバムに向けて活動中であることを発表。2012年6月にLPフィールド行なわれたCMAミュージック・フェスティバルに出演した。